# Staatsoper Unter den Linden

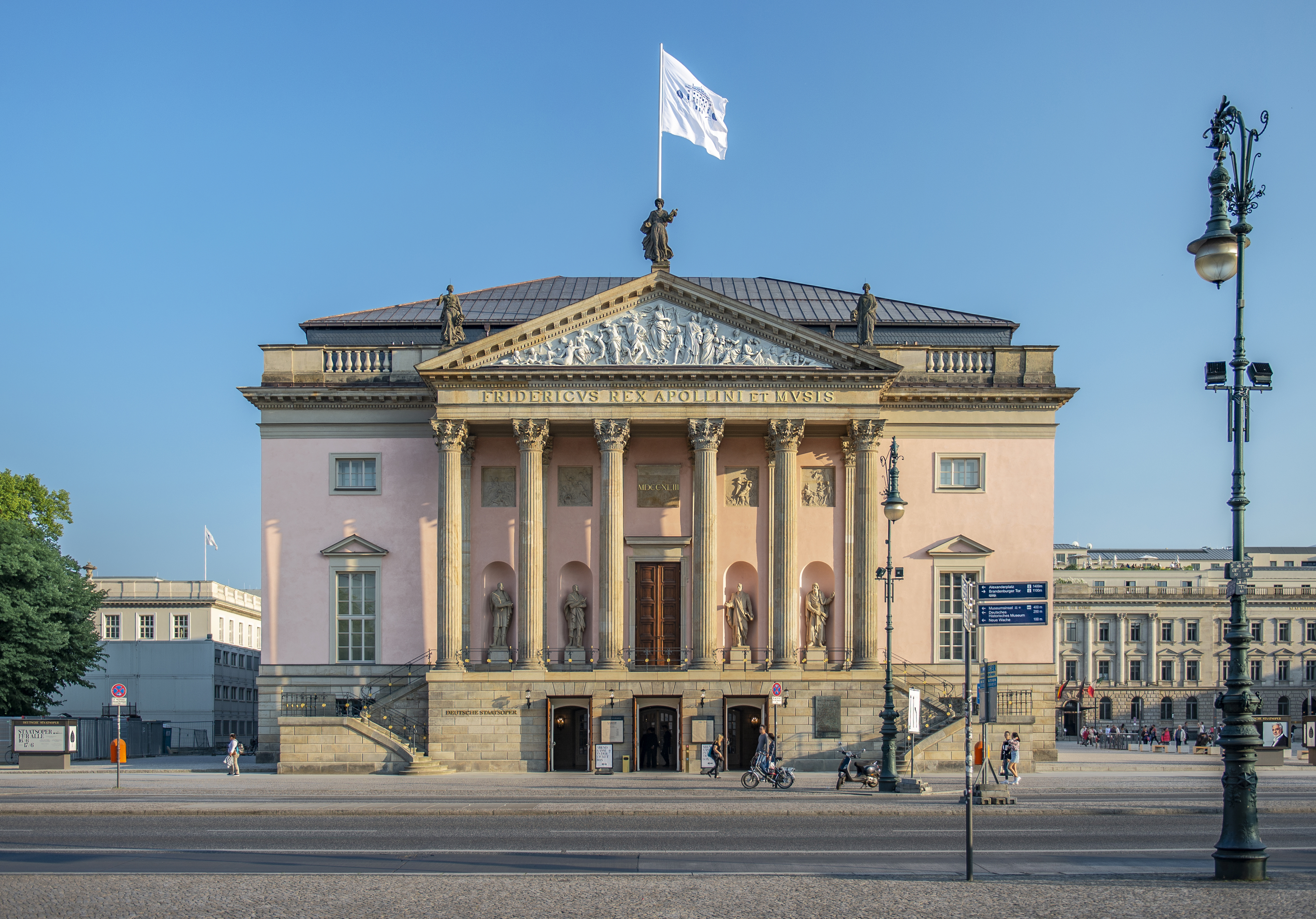
Staatsoper Unter den Linden

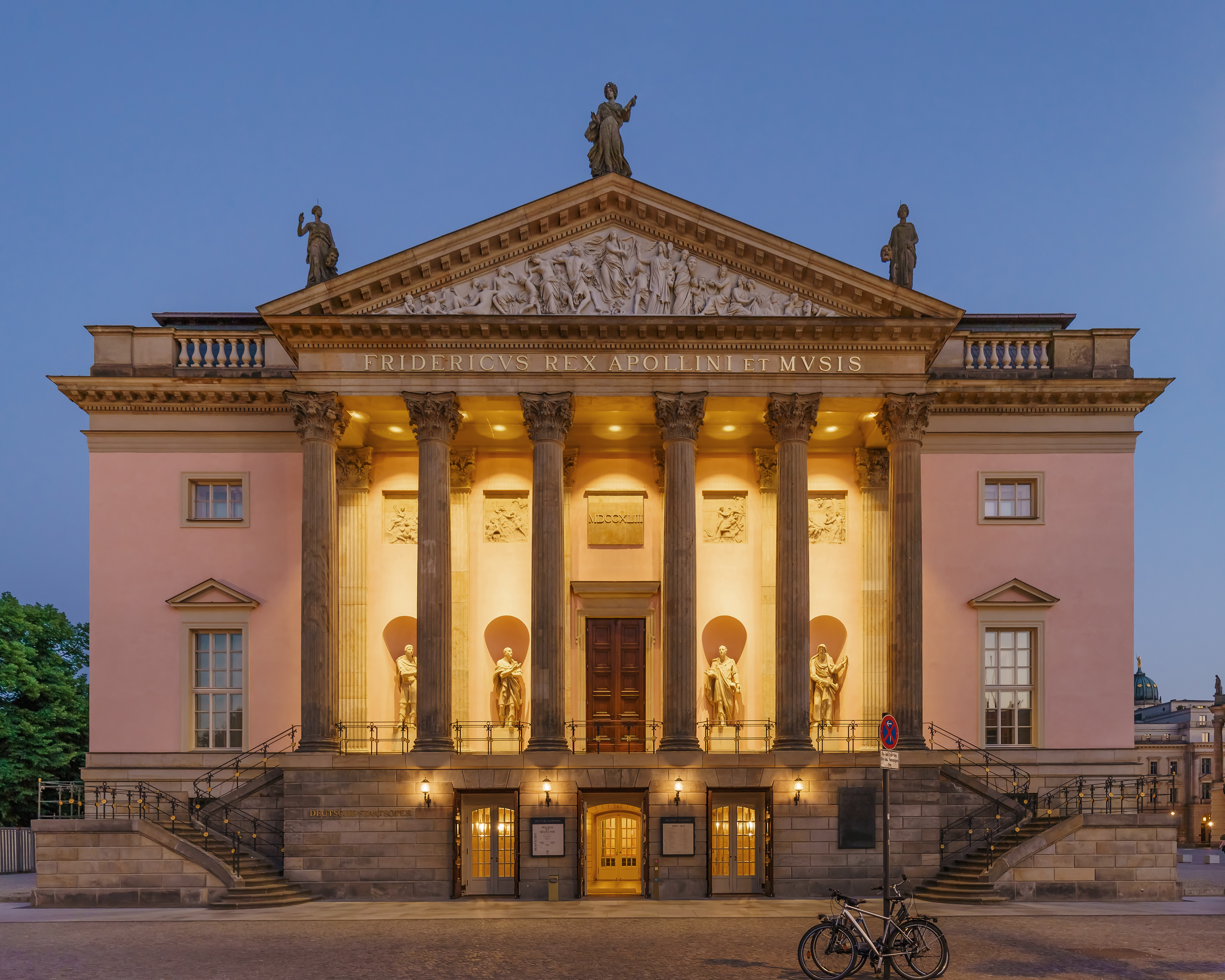
Opera nocą

Staatsoper Unter den Linden (także Deutsche Staatsoper wzgl. Staatsoper Berlin) – najstarszy teatr operowy w Berlinie położony przy Unter den Linden, głównej historycznej ulicy miasta.

## Historia
Kamień węgielny pod budowę nowej opery w Berlinie został uroczyście położony 5 września 1741, a już 7 grudnia 1742 miasto mogło cieszyć się otwarciem królewskiego teatru dworskiego (Königlische Hofoper) – tak bowiem wtedy nazywała się ta opera. Architektem był Georg Wenzeslaus von Knobelsdorff, a sam budynek wchodził w skład Forum Fredericianum, nazwanego tak na cześć Fryderyka II Wielkiego głównego placu miasta. Pierwszym przedstawieniem był Cezar i Kleopatra – dyrygował kompozytor dzieła, a zarazem królewski kapelmistrz Carl Heinrich Graun.
18 sierpnia 1843 około 22:30 wybuchł w budynku opery pożar. Akcją gaśniczą dowodził książę Wilhelm, udział w niej brali także inni książęta. Udało się ocalić partytury oraz instrumenty, nie było również poszkodowanych, a sam teatr odbudowano w rok.

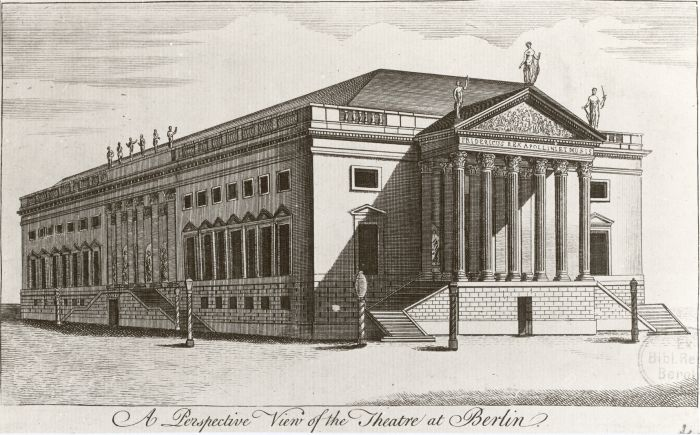
Opera, około 1745

Trudniejszym dla Staatsoper okazał się wiek XX. 28 kwietnia 1928 premierą Czarodziejskiego fletu Mozarta otwarła ona swe podwoje po trwającej 12 lat renowacji i modernizacji. Dużym prestiżowym wydarzeniem była także premiera opery  Krzysztof Kolumb Dariusa Milhauda, obydwoma przedstawieniami dyrygował Erich Kleiber. Jednak już 10 maja 1933 doszło do wydarzeń tragicznych, na Opernplatz spalono 25 tysięcy książek, również samych artystów dotknęły represje. Naziści sprzeciwili się wystawianiu oper Kurta Weilla, a muzycy pochodzenia żydowskiego zostali usunięci z opery.
II wojna światowa przyniosła także bombardowania, w czasie których gmach opery został dwukrotnie zniszczony. O ile za pierwszym razem odbudowano Staatsoper równie szybko, jak po pożarze z XIX wieku, to za drugim razem odbudowa trwała do 1955. Opera po II wojnie światowej znalazła się zresztą w Berlinie Wschodnim, zatem w granicach Niemieckiej Republiki Demokratycznej – zmieniono wtedy nazwę opery na Deutsche Staatsoper Berlin. Do swojej historycznej nazwy opera wróciła po zburzeniu muru dzielącego miasto.
Od 1992 Staatsoper Unter den Linden przyciąga miłośników muzyki osobą dyrektora muzycznego i artystycznego Daniela Barenboima oraz nazwiskami wybitnych śpiewaków częstokroć występujących na tej scenie. Z operą od jej początków związana jest, starsza od niej, berlińska orkiestra Staatskapelle Berlin, wcześniej Königlische Kapelle, zaś przed powstaniem Königlische Hofoper nosząca nazwę Kurfüstliche Kapelle. Orkiestra ta występuje również samodzielnie.
Miało tutaj swoje premiery wiele dzieł. Między innymi w związanej od XIX wieku z teatrem dworskim sali koncertowej Schauspielhaus, czyli dzisiejszej Konzerthaus, miało miejsce prawykonanie opery Wolny strzelec Carla Marii von Webera.

## Kierownictwo

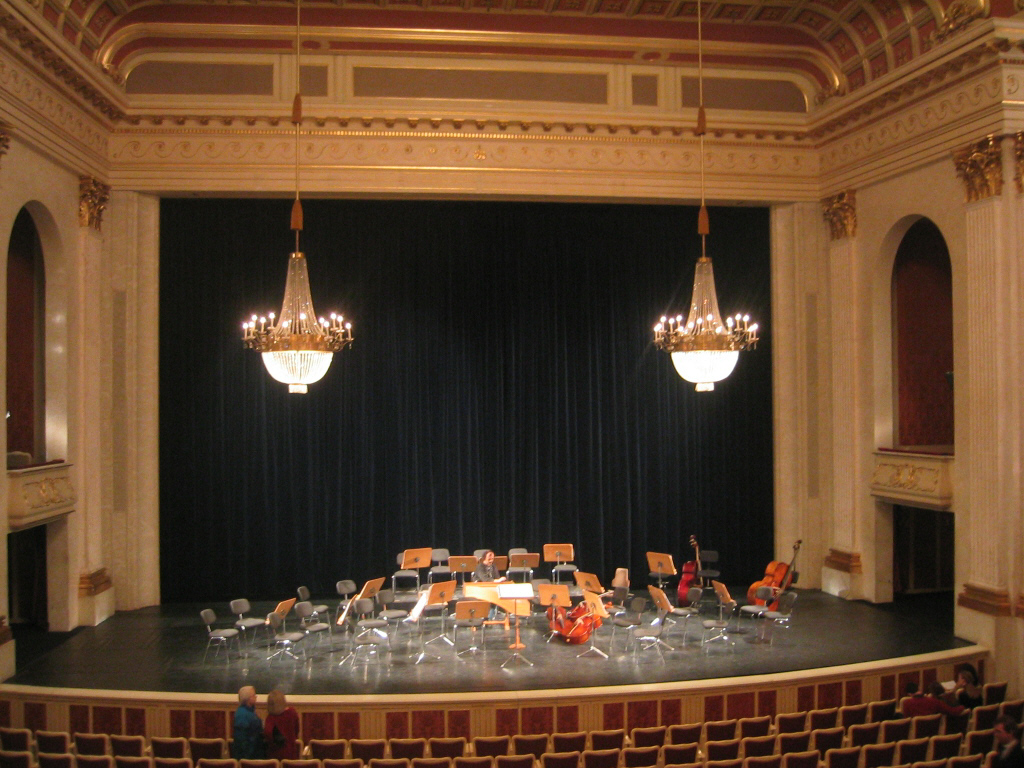
Wnętrze opery, 2003

| - 1759–1775 Johann Friedrich Agricola - 1775–1794 Johann Friedrich Reichardt (Hofkapellmeister) - 1816–1820 Bernhard Anselm Weber - 1820–1841 Gaspare Spontini - 1842–1846 Giacomo Meyerbeer - 1848–1849 Otto Nicolai - 1871–1887 Robert Radecke (Hofkapellmeister) - 1888–1899 Joseph Sucher - 1899–1913 Richard Strauss | - 1913–1920 Leo Blech (Hofkapellmeister) - 1923–1934 Erich Kleiber - 1935–1936 Clemens Krauss - 1941–1945 Herbert von Karajan - 1948–1951 Joseph Keilberth - 1954–1955 Erich Kleiber - 1955–1962 Franz Konwitschny - 1964–1990 Otmar Suitner - od 1992 Daniel Barenboim (od 2002 także dyrektor artystyczny) |